# Fugu (Yulin)

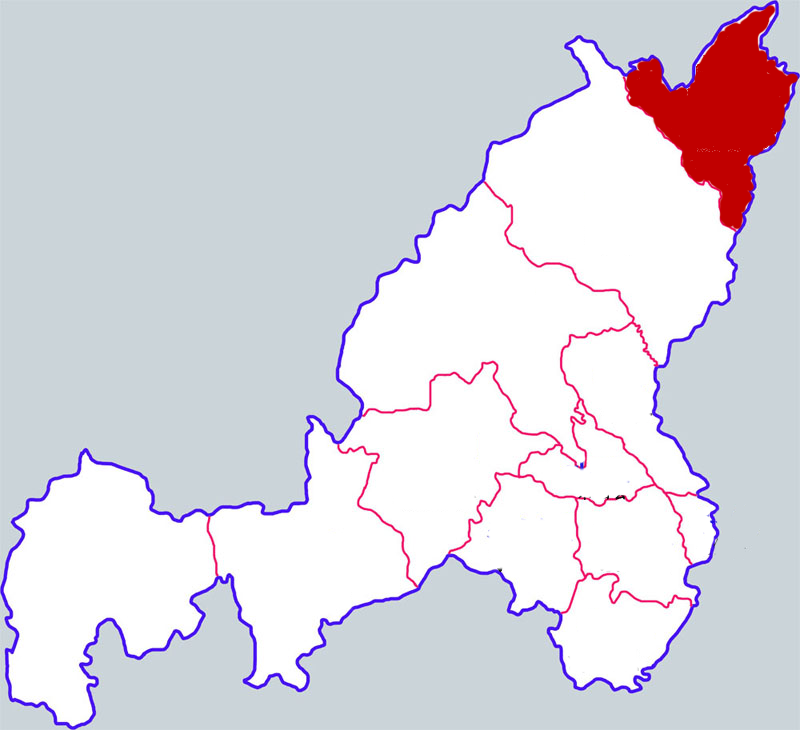
Lage des Kreises Fugu auf dem Gebiet der bezirksfreien Stadt Yulin

Der Kreis Fugu (chinesisch 府谷县, Pinyin Fǔgǔ Xiàn) ist ein Kreis der bezirksfreien Stadt Yulin der Provinz Shaanxi in der Volksrepublik China. Er hat eine Fläche von 3.201 km² und zählt 255.397 Einwohner (Stand: Zensus 2020). Sein Hauptort ist die Großgemeinde Fugu (府谷镇). Der Gelbe Fluss bildet die Grenze zum benachbarten Kreis Baode in der Provinz Shanxi.
Im Kreisgebiet liegt der Ming-zeitliche Qixing-Tempel, und in der Großgemeinde Fugu befindet sich das Fuzhoucheng aus dem Ende der Tang-Dynastie. Beide stehen auf der Liste der Denkmäler der Volksrepublik China.